# Pseudeurina maculata
Pseudeurina maculata är en tvåvingeart som beskrevs av Meijere 1904. Pseudeurina maculata ingår i släktet Pseudeurina och familjen fritflugor. Inga underarter finns listade i Catalogue of Life.